# Alqueria
|  | Aquest article tracta sobre el llogaret rural. Vegeu-ne altres significats a «Alqueria (desambiguació)». |

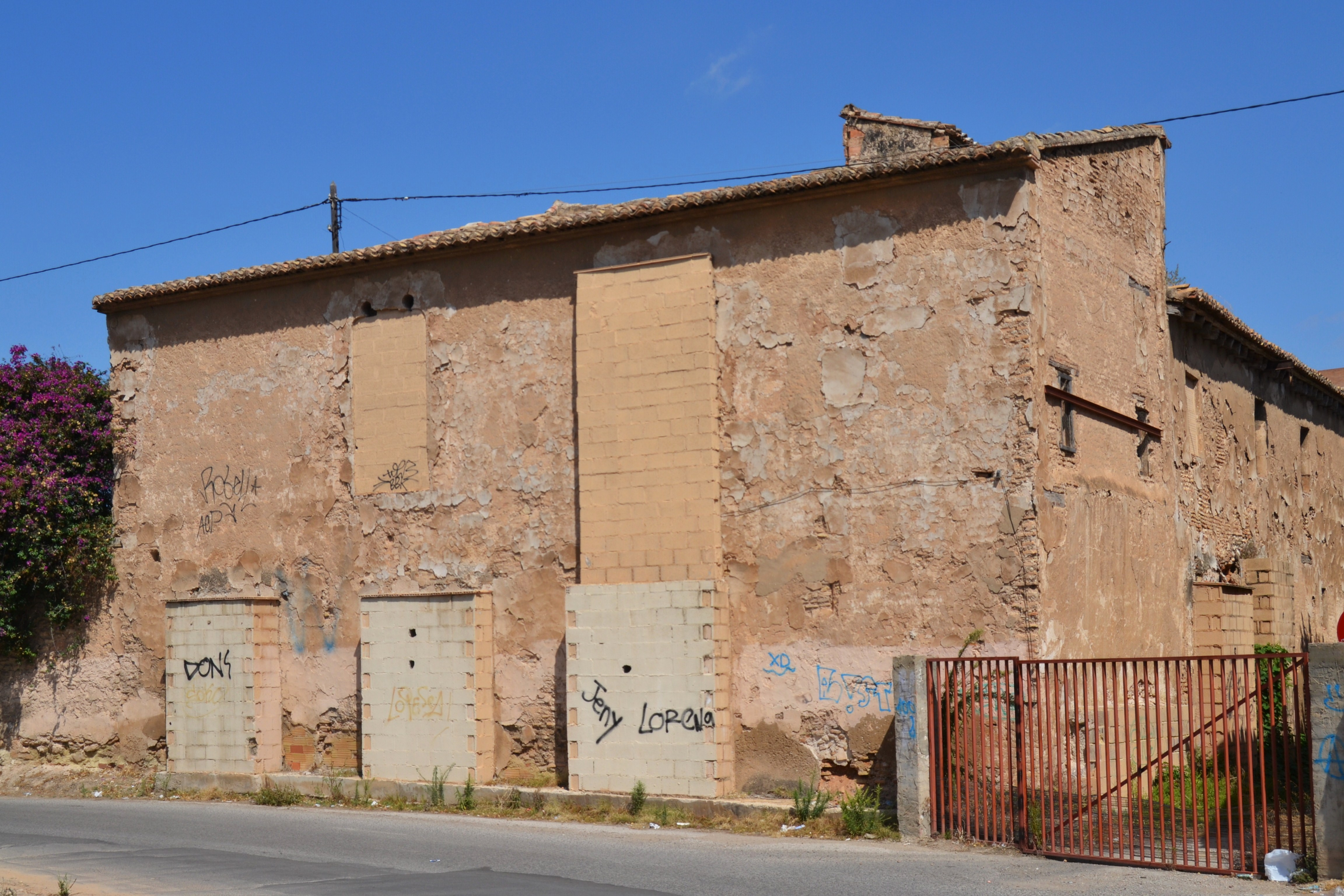
Alqueria del Moro a Benicalap

Una alqueria (de l'àrab القرية al-qàrya, 'el poble' o 'llogaret') és una casa de labors tant agrícoles com ramaderes originària d'Al-Àndalus. A vegades també està formada per un conjunt d'aquestes construccions situades lluny d'una població. Hom considera que tenen el seu origen en la vil·la romana, si bé la historiografia valenciana més moderna descarta esta teoria.
El significat del concepte d'alqueria ha canviat amb els canvis que s'han produït a la societat. Per aquesta raó, no és el mateix el que s'entenia per una alqueria en l'època musulmana que el que es considerava que ho era en època feudal o als segles xviii o xx.
Com a tipologia arquitectònica i com a unitat d'habitació, l'alqueria és un concepte boirós pel que fa a l'arquitectura tradicional. Generalment es considera que una alqueria està formada tant per una casa aïllada dels nuclis de població, sovint de dimensions més grans que les d'un habitatge normal, com per un conjunt de cases. En ambdós casos, es destaca la vinculació de l'habitatge a les terres de cultiu. Pel que fa al seu origen, se situa en els districtes rurals propis de la societat andalusina, Algunes alqueries incloïen torres, que conforme es deixe enrere l'edat mitjana, deixarien enrere el seu caràcter defensiu per a ser merament ornamental.
Les alqueries que encara hi ha en l'actualitat han sobreviscut a diferents èpoques de despoblació i abandó rural. Algunes van adoptar diferents activitats, com a molins o tallers.
Actualment, a causa de l'auge del turisme rural, moltes s'han adaptat al ram de l'hoteleria com a allotjaments o restauració, d'altres com a centres culturals o museus.

## Característiques de les alqueries
- Són, normalment, de dimensions més grans que una casa, encara que hi hagen cases de grans dimensions.[5]
- Moltes presenten una torre, que encara que es pensa que originalment eren utilitzades com a element defensiu, quan varen perdre aquest sentit, es quedaren com a reminiscència amb un caràcter més estètic i d'oci.[5]
- Pels materials que són emprats per a la seua construcció, la grandària dels murs, el tipus d'obertures a l'exterior, així com per documentació existent i algunes inscripcions que encara es conserven, poden datar-se dels segles xv-xviii.[5]
- Les més antigues solen tindre un arc en l'entrada principal, i un mur interior separa ambdues crugies.[5]
- És normal distingir entre diverses cases, una més senyorial, la dels amos de l'alqueria, i altra pels estatgers.[5]
- A més presenten altres edificacions vinculades amb les funcions de l'agricultura i ramaderia que en la zona es duien a terme: porxades, pous, estables, corrals, galliners, cambres, etc.[5]
- Ens trobem també amb un considerable nombre d'alqueries que comptaven amb una capella o un oratori propis, que eren utilitzats tant pels propietaris de les alqueries com pels seus empleats.[5]
- Per acabar, normalment es pot diferenciar entre l'espai interior i exterior per la presència d'una zona de transició coberta per un emparrat.[5]

## Alqueria valenciana
Aquest habitatge rural, ubicat habitualment en vessants assolellats, és d'una gran austeritat i senzillesa, consisteix en una edificació d'una o dues plantes, amb una sola crugia, i coberta a una o dues aigües.
A l'Horta de València eren bastant nombroses fins fa poc. Algunes han adoptat el nom de Casa, com ara Casa Bajoca, Casa Negra, etc.

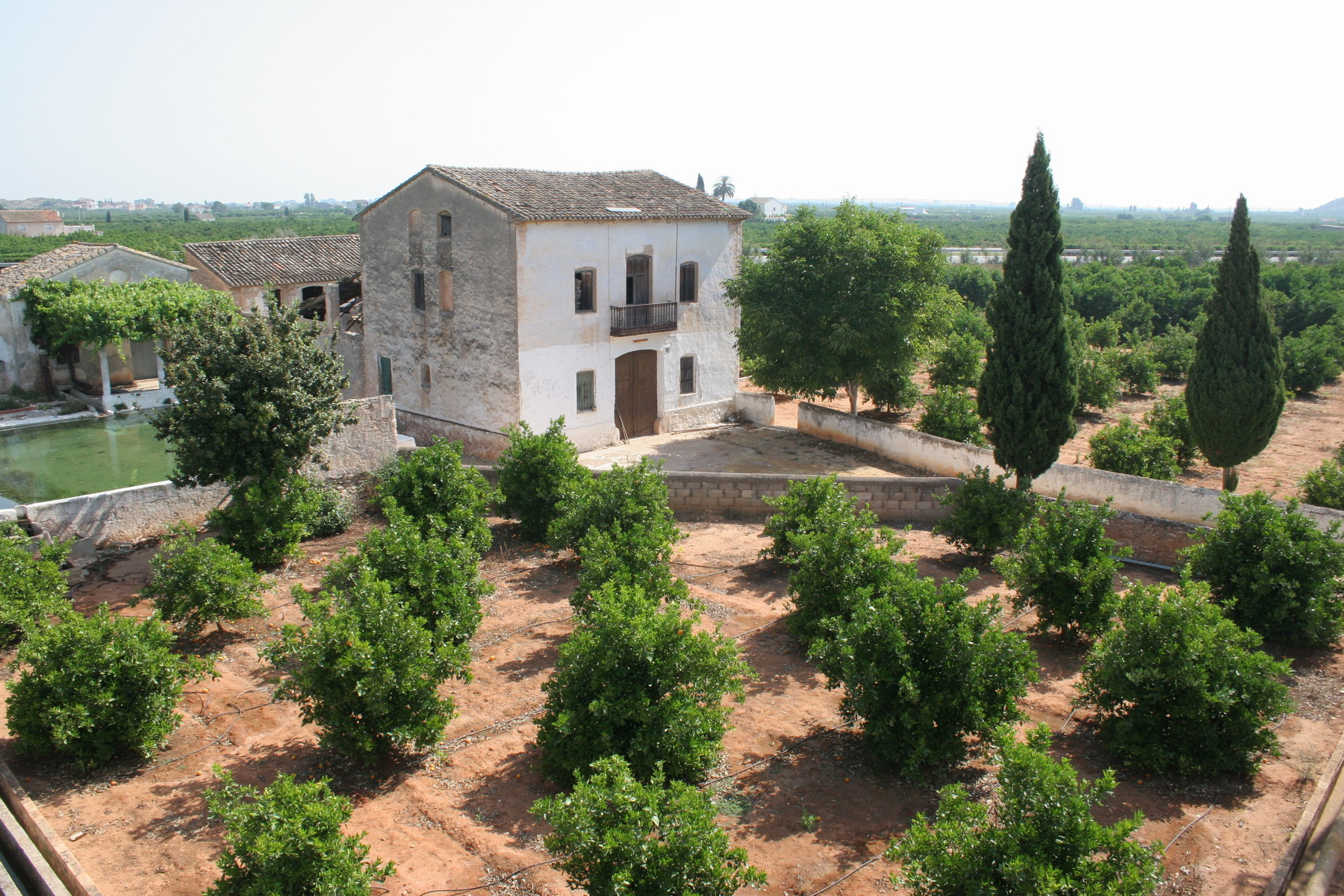
Alqueria a l'Horta de València
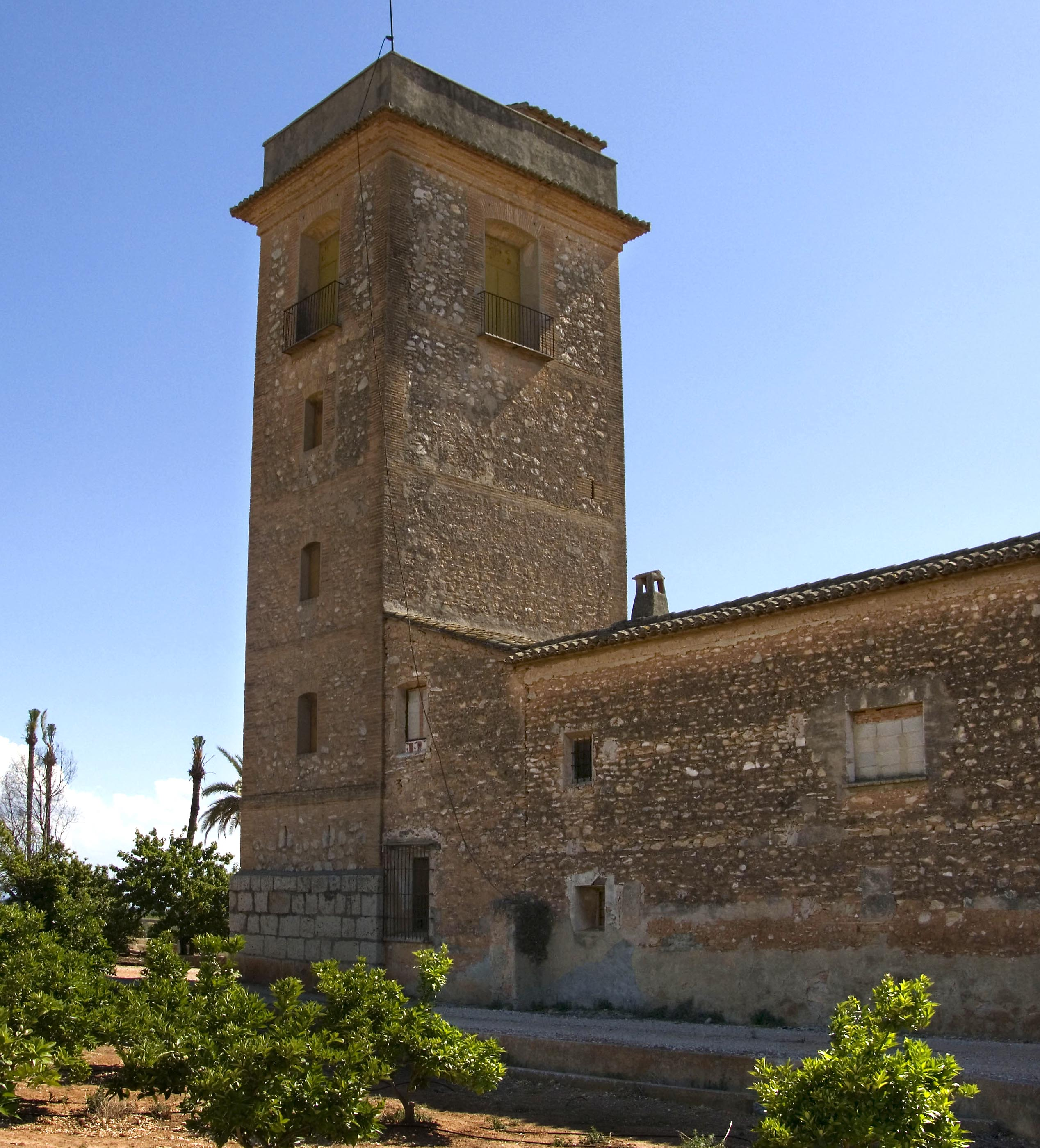
Alqueria Torre Borrero
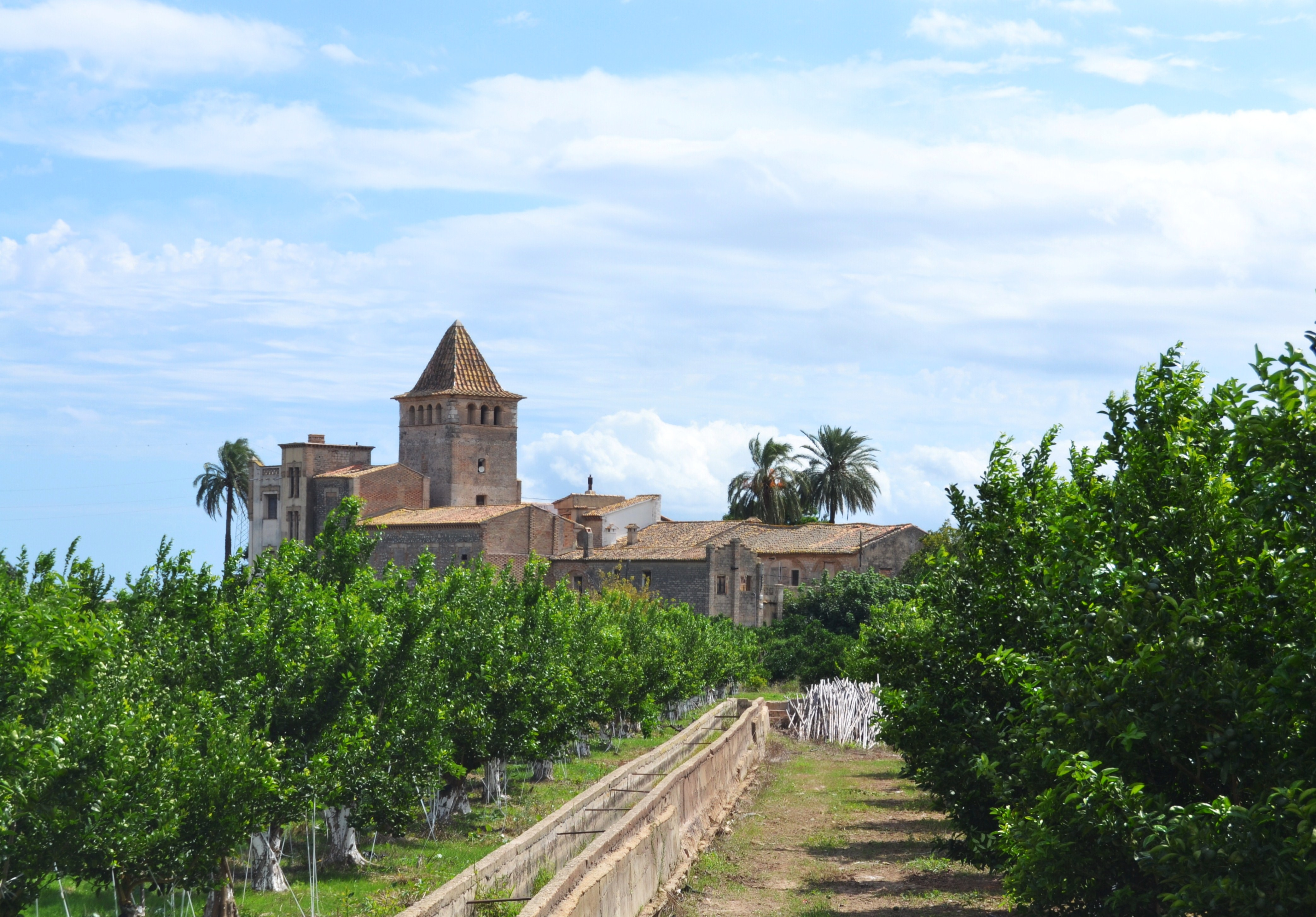
Alqueria fortificada Torre dels Pares
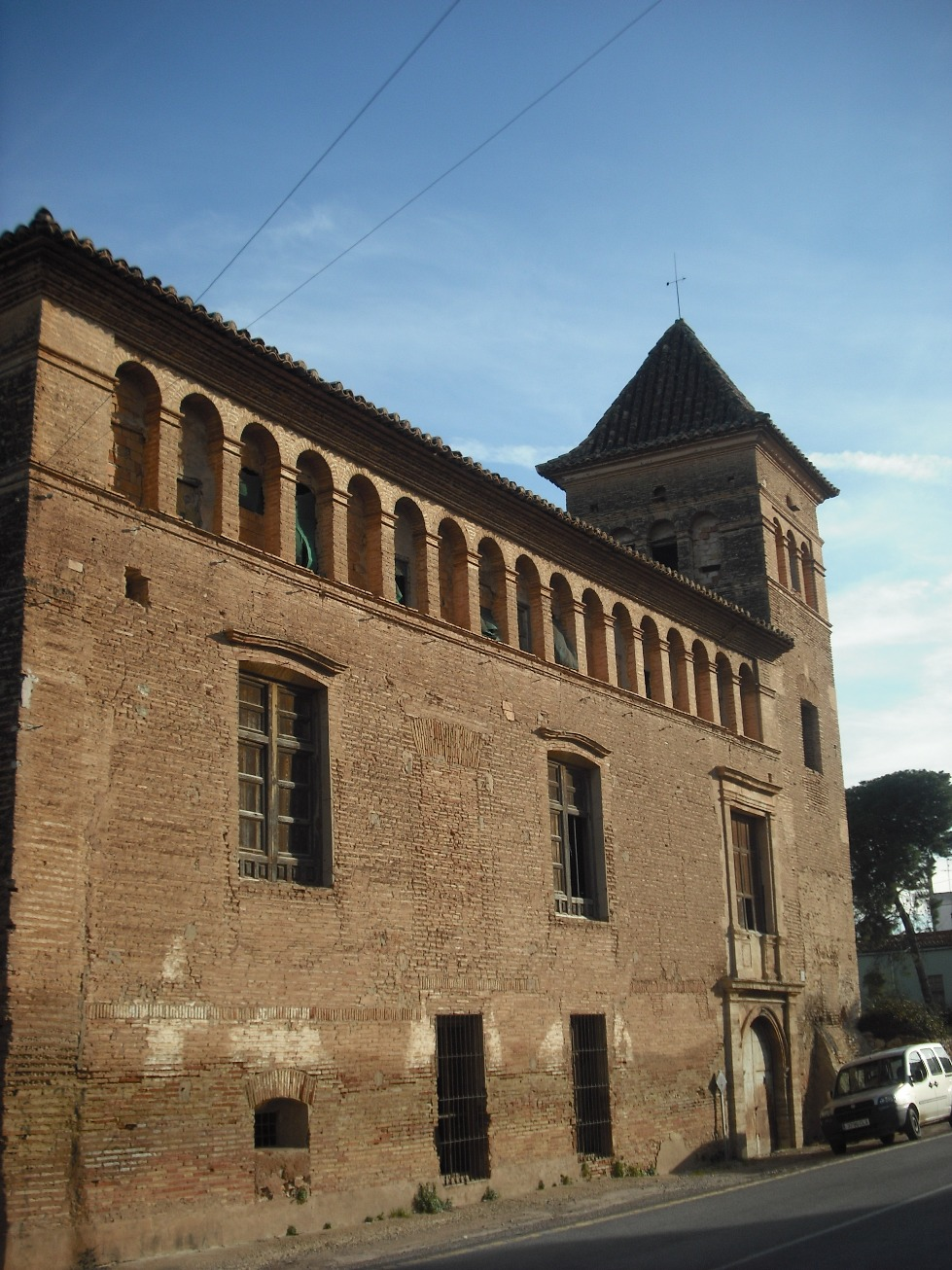
Casa de la Sirena

## Alqueria andalusa
A Andalusia n'han arribat algunes fins avui en dia, a La Alpujarra i la Comarca de Guadix. Actualment s'estan recuperant per al turisme rural. Altres es van reconvertir en els cortijos o municipis.
D'altres, en canvi, no van tindre tanta sort i a conseqüència de l'èxode a les grans ciutats van desaparèixer.